# 杭立武
杭立武（1903年1月26日—1991年2月16日），中華民國政治学家、政治人物、外交官、社会活动家。于安徽滁州出生，籍貫浙江杭州。一生历任教育、文化、外交、社团等各方要职，晚年仍积极不懈地从事国民外交、保障人权和救助难民等工作。

## 生平
1903年，生於安徽滁州。原籍杭州，家中經營銀號，生活富足。父親應過鄉試，中華民國成立後，任滁縣參議會議長。自小由父親啟蒙，那時科舉已經廢除，又受新思潮影響，沒有讓杭立武唸四書五經，改學國文、歷史、英文。1913年，入滁縣基督中學。1916年夏，畢業後考取南京金陵中學。次年，赴上海應清華大學考試，沒能考中。
1919年，從金大附中畢業後直升金陵大學，主修政治，在學時曾與方東美同班。1925年，畢業後參加安徽省公费留學考試，考取第一名，隨即北上受教育部複試。轉赴英國，進入倫敦大學政經學院攻讀政治學。1927年，受拉斯基鼓勵，赴美國威斯康辛大學研究。翌年，獲碩士學位，旋即返英。1929年，畢業後歸國。
歸國後，由滁縣縣長高槐川引薦，受考試院院長戴季陶聘，任考試院編撰嗣兼任考選委員會編撰室副主任，同時在母校金陵大學兼任教授。不久辭去公務，專任金大教職。1930年，任国立中央大学政治系教授，曾兼任系主任。又受到楊杏佛推薦，在中央研究院社會科學研究所任研究員。
1932年，接任中英庚款董事会总干事。1932年9月，與周鯁生、浦薛鳳、錢端升、王世杰等學者创立中国政治学会並兼任总干事。1933年，在南京成立中英文化协会，此后中法、中比、中瑞、中美等文化协会亦相继成立。
1937年冬，對日作戰情勢嚴峻，國民政府已西遷。杭立武委託上海的饒家駒神父知會日軍，比照上海劃定的難民區，在南京也設立難民區。12月13日，南京淪陷。
在重慶任国民参政会参议员、美国联合援华会会长。1943年底，隨王世杰訪英，同行的還有胡霖、溫源寧、王雲五。1944年12月，任国民政府教育部常务次长，1946年10月16日，转任政务次长，負責戰後教育復原的工作。
1947年6月2日，教育部次長杭立武抵武漢大學調查。:83667月28日，交通大學校長吳保豐辭職後，是日成立整理委員會，教育部次長杭立武擔任主任委員，決定限期一個月，將校務整理就緒。:83909月3日，聯合國教科文組織遠東區基本教育研究會在南京召開，中國代表杭立武當選為主席；會議主題是關於推進基本教育。:8406同年任國立中央博物院籌備處主任，并在安徽省滁縣當選為第一屆國民大會安徽省代表。
1948年8月16日，教育部次長杭立武到漢口，處理湖北師範學院及流亡學生問題:8660。
1949年，就任教育部长，廣設臨時中學和聯合中學，收容流亡學生。4月25日，教育部長杭立武到達廣州:127。5月10日，教育部長杭立武向美國註廣州領事館證實，互不信任繼續損害反共力量之團結，蔣在李宗仁證明有死戰到底之決心前，不敢完全信任李:146。政府撤台后籌組並出任國立中央博物圖書院館聯合管理處主任委員。1949年5月至1950年2月，任國立編譯館館長。
1953年，任东海大学籌備處主任及首任董事長作为大陆十三所教会大学之延续。1956年，任中華民国驻泰国大使1962年6月，兼任駐寮國大使，處理寮國與中共建交後的僑民事宜。1963年，調任駐菲律宾大使，應對排華風潮。1965年，发起成立“亚洲与世界社”（AWI）。其间改组“港澳之友会”为“中华港澳之友协会”，协助港澳同胞继续拥有自由权益；同时积极维护及争取台湾原住民权益。 1968年7月，繼溫源寧出任駐希腊大使。1972年，中華民國與希臘斷交，歸國任中華民國國際關係研究所董事長兼主任。
1979年，為反制美國卡特總統的外交政策，批評其漠視共產國家的人權狀況而成立中国人权协会，向世界揭露中共對人權的迫害。自高雄事件、王迎先命案後，注意力轉向國內，推動人權保障。
1991年2月16日，逝世於台北市。

## 作品
- 杭立武 原著，《中華文物播遷記》，臺灣商務印書館 1980年初版。